# Agrimonia incisa
Agrimonia incisa är en rosväxtart som beskrevs av John Torrey och Gray. Agrimonia incisa ingår i släktet småborrar, och familjen rosväxter. Inga underarter finns listade i Catalogue of Life.